# چارتر کمیونیکیشنز (اینک.)
چارتر کمیونیکیشنز، اینک. (انگلیسی: Charter Communications, Inc.) شرکت مخابرات آمریکایی است که به مصرف‌کنندگان و کسب و کارها تحت برند اسپکتروم خدمات عرضه می‌کند. این شرکت که به بیش از ۲۵ میلیون مشتری در ۴۱ ایالت خدمت می‌رساند، دومین بهره‌بردار تلویزیون کابلی در آمریکا از لحاظ مشترکین است و از تنها کامکست از آن پیش است، و همچنین پس از کامکست و ای‌تی اند تی U-verse/دایرکت‌تی‌وی سومین بهره‌بردار بزرگ تلویزیون پولی است.